# Technicien supérieur de l'aviation
Le diplôme de technicien supérieur de l'aviation (TSA) est une certification professionnelle créée en 2010, à partir de la formation des techniciens supérieurs des études et de l'exploitation de l'aviation civile. C'est donc un titre, reconnu par la CNCP, et enregistré dans le répertoire associé au niveau III. L'obtention du diplôme se fait à l'issue d'une formation organisée par l'École nationale de l'aviation civile (ENAC).

## Admission
L'admission à la formation se fait : 
- à la suite de la réussite à un concours[2] organisé par l'ENAC chaque année,
- par un processus de Validation des Acquis de l'expérience (VAE) : les conditions de cette validation sont en cours de définition

## Formation à l'ENAC
Les TSA sont admis dans une des deux filières suivantes :
- la filière « TSA Fonctionnaires » : les lauréats au concours ayant choisi cette filière sont admis dans le corps des TSEEAC.
- la filière « TSA Civils ».

Le choix s'effectue en fonction du classement à l'issue du concours TSA.
Les deux filières suivent un cursus commun de deux ans (ou moins pour les admissions VAE), à l'issue duquel leur est délivré le titre de TSA.
Les TSA fonctionnaires poursuivent alors une formation en alternance entre leur service d'affectation et l'ENAC jusqu'à leur titularisation dans le corps des TSEEAC.

## Débouchés
- Fonctionnaires : Les TSA fonctionnaires rejoignent le corps des Techniciens supérieurs des études et de l'exploitation de l'aviation civile (TSEEAC) à la DGAC.
- Civils (secteur privé) : Les TSA civils peuvent être employés par des gestionnaires d'aéroport, des compagnies de transport aérien, sociétés d'assistance aéroportuaire ou d'autres organismes dans le domaine de l'aviation civile, pour accomplir des missions rattachées aux domaines suivants (liste non exhaustive):
  - services d'escale : passagers ou fret aérien ;
  - opérations aériennes : préparation de vols et gestion équipages ;
  - études aéroportuaires ;
  - autres missions de formation, d'audit et d'expertise dans le domaine aéronautique...

## Pour approfondir